# Deliverance (musikgruppe)
 For alternative betydninger, se Deliverance. (Se også artikler, som begynder med Deliverance)
Deliverance er den svenske progressiv dødsmetal-gruppe Opeths sjette studiealbum og efterfølgeren til deres succesfulde album fra 2001, Blackwater Park. Det blev optaget mellem den 22. juli og den 4. september 2002 på samme tid som Damnation, der blev udgivet året efter. De to album står i stærk kontrast til hinanden og deler med vilje gruppens to mest udbredte stilarter, idet Deliverance betragtes som et af gruppens tungeste album, hvorimens Damnation eksperimenterede med elementer fra progressiv rock.
Deliverance og Damnation skulle oprindeligt have været udgivet som et dobbeltalbum, men gruppen endte med i stedet at udgive dem separat med et halvt års mellemrum.

## Spor
Alle sange er skrevet af Mikael Åkerfeldt.
1. "Wreath" – 11:10
2. "Deliverance" – 13:36
3. "A Fair Judgement" – 10:24
4. "For Absent Friends" – 2:17
5. "Master's Apprentices" – 10:32
6. "By the Pain I See in Others" – 13:51

## Musikere

### Gruppemedlemmer
- Mikael Åkerfeldt – vokal, guitar
- Peter Lindgren – guitar
- Martin Mendez – bas
- Martin Lopez – trommer

### Gæst
- Steven Wilson – støttevokal, guitar, mellotron, piano, keyboard